# 509018 Wiese
509018 Wiese è un asteroide della fascia principale. Scoperto nel 2005, presenta un'orbita caratterizzata da un semiasse maggiore pari a 2,6988814 au e da un'eccentricità di 0,4243324, inclinata di 3,18446° rispetto all'eclittica.